# Paolo Parisi

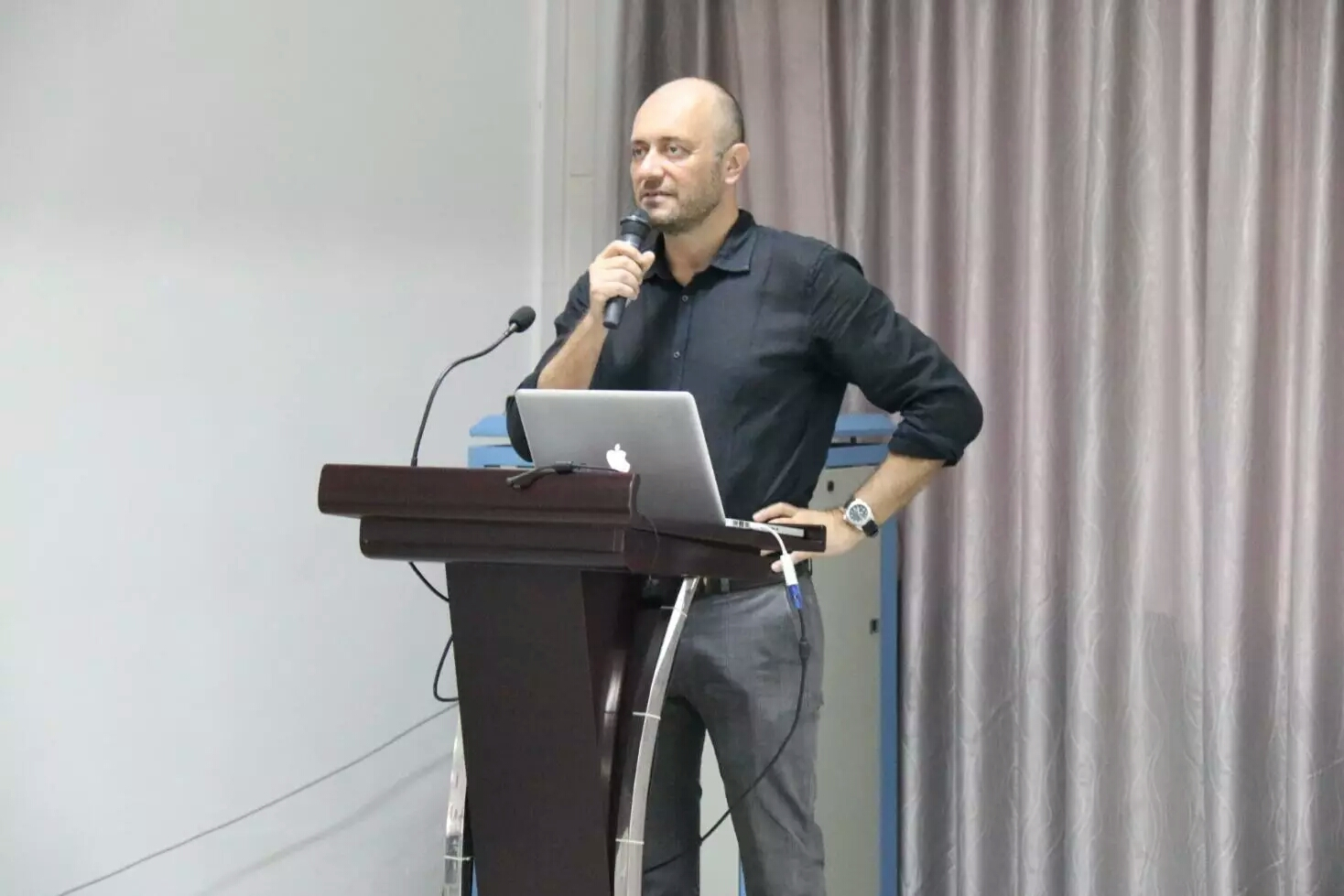
Paolo Parisi (2016)

Paolo Parisi (* 23. August 1965 in Catania) ist ein italienischer Künstler und Professor für Kunst.

## Leben und Werk
Paolo Parisi wurde 1965 in Italien in der sizilianischen Hafenstadt Catania geboren. Seine Karriere als Künstler begann in den 1990er Jahren, nachdem er sein Studium der Malerei an der Accademia di Belle Arti in Florenz abschloss.

Im Jahr 1998 gründete Paolo Parisi zusammen mit Antonio Catelani, Carlo Guiata, Paolo Masi, Maurizio Nannucci den gemeinnützigen Kunstraum BASE / Progetti per l'arte in Florenz, in dem bis heute rund sechzig Ausstellungen realisiert und gezeigt wurden. 

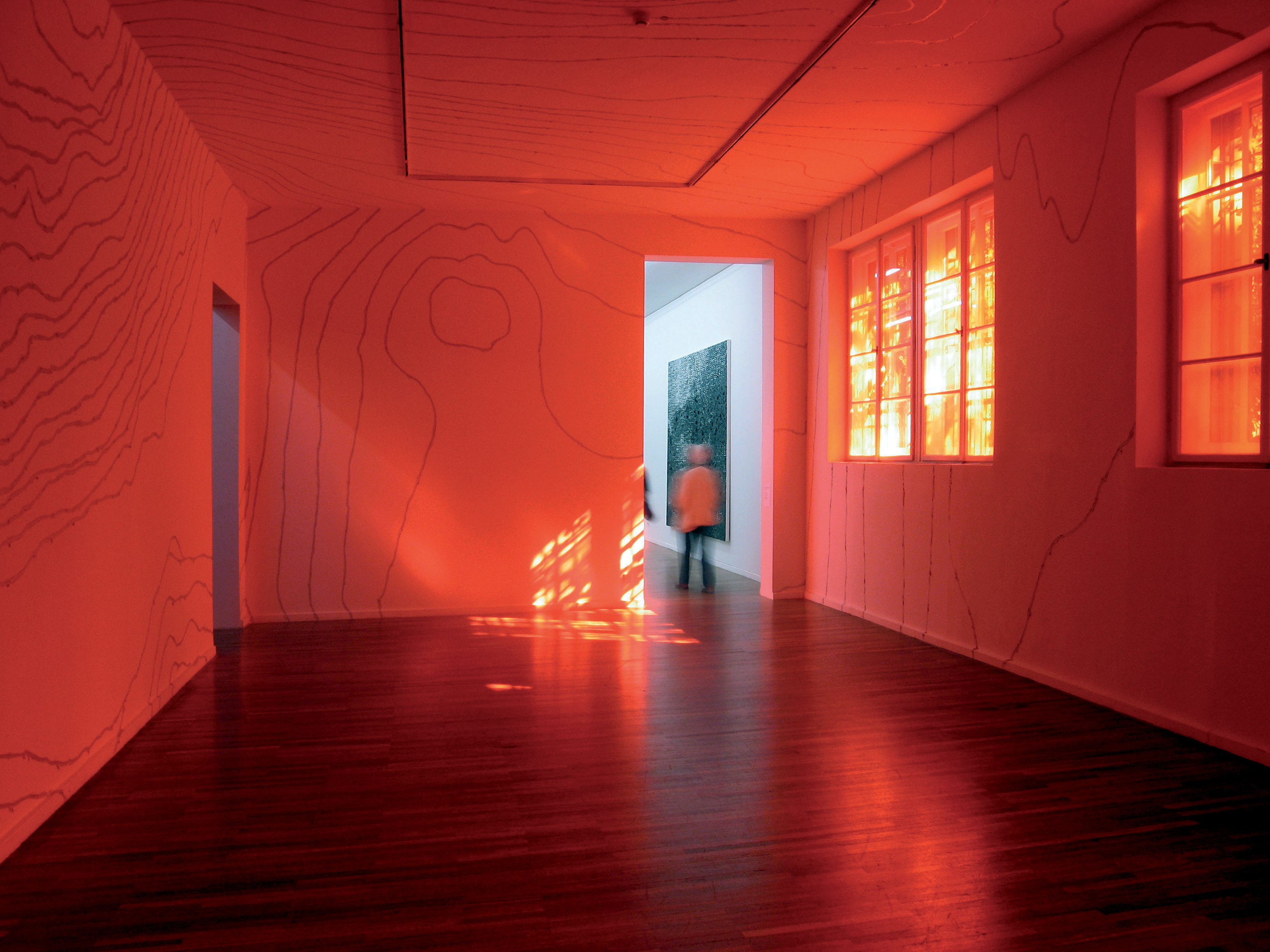
Paolo Parisi, Ausstellung in der Städtischen Galerie im Lenbachhaus, München, 2006

Durch den Einsatz verschiedener Medien wie Malerei, Ton und Licht, untersucht Paolo Parisi in seiner Kunst die Möglichkeit der Existenz von Malerei im so genannten „erweiterten Feld“. Auf diese Weise eröffnet er eine physische Dimension der visuellen Erfahrung.
Die Arbeiten des Künstlers wurden in zahlreichen Einzel- und Gruppenausstellungen in Italien, aber auch in anderen Ländern, darunter Deutschland, Frankreich, Japan und in China präsentiert. Seine erste Einzelausstellung in einem Museum außerhalb Italiens wurde 2006 unter dem Titel Observatorium – gegen den Strom in der Städtischen Galerie im Lenbachhaus und Kunstbau München gezeigt. Für diese Ausstellung entwickelte er eine unmittelbar auf die Räume des Lenbachhauses bezogene Präsentation seiner Arbeit, die die unterschiedlichen Aspekte seines gesamten Werks beleuchtet.
Seit 1993 verbindet Parisi seinen Beruf als Künstler mit Lehrtätigkeiten an Kunstakademien in Italien und im Ausland. So unterrichtete er von 1993 bis 2010 Kunst an der Accademia di Belle Arti di Bologna. Seit 2011 hat Parisi eine Professur an der Accademia di Belle Arti, in Florenz inne. Seit 2023 ist er außerdem Vizedirektor der Accademia di Belle Arti.
Paolo Parisi lebt und arbeitet in Florenz.

## Ausstellungen (Auswahl)

### Einzelausstellungen (Auswahl)
- 2023: The Problem of Sharing the Available Space Compared to the Color of Painting ...and the Atmospheric Dust, Massimo Ligreggi Gallery, Catania[7]
- 2021: Paolo Parisi. The Weather was Mild on the Day of my Departure, Building Gallery, Milan[8]
- 2018: Paolo Parisi, M U S E O, Museo Novecento, Florenz[9]
- 2013: Paolo Parisi, Paesaggi | Landscapes, Galleria Enrico Astuni, Bologna[10]
- 2008: Observatorium (Museum), Centro per l’Arte Contemporanea Luigi Pecci, Prato[11]
- 2006: Paolo Parisi. Observatorium – Gegen den Strom, Städtische Galerie im Lenbachhaus und Kunstbau, München[3]
- 2003: Color Mind. Katharina Grosse / Paolo Parisi, Galleria Primo Piano, Rom[12]
- 2001: One close to other (about Landscape and Architecture), Aller Art Verein, Bludenz[13]
- 1996: Uno sull’altro e uno accanto all’altro, Galleria Gianluca Collica, Catania

### Gruppenausstellungen (Auswahl)
- 2022: No, Neon, No Cry, MAMbo – Galleria d'Arte Moderna di Bologna, Bologna
- 2018 Mental Landscapes / Natural Trajectories, collateral Event auf der Manifesta 12, Palermo[14]
- 2017: Io sono qui!, Museo d’Arte Contemporanea di Roma, Testaccio, Rome
- 2015: Masterpieces of the Farnesina Collection. A glance at Italian art from the 1950s to the present, Museum für Zeitgenössische Kunst, Zagreb
- 2013: Trip and Travelling. Introduction / What is missing? Klaipėda Culture Communication Center (KCCC), Klaipeda[15]
- 2013: Primavera 2, CNEAI,  Ile des Impressionnistes, Chatou, Paris
- 2010: Collezione Paolo Brodbeck: Pittura Italiana 1949/2010, Fondazione Brodbeck, Catania[16]
- 2010: PPS, Riso, Museum für zeitgenössische Kunst in Sizilien, Palermo
- 2009: Italian Genius Now (back to Rome), Museo d’Arte Contemporanea di Roma, Rom[17]
- 2007: Italian Genius Now (back to Rome), Museum of Fine Arts, Hanoi / White House, Singapour[18]
- 2005: Collezione permanente, Centro per l’arte contemporanea Luigi Pecci, Prato
- 2001: Leggerezza, Ein Blick auf zeitgenössische Kunst in Italien, Städtische Galerie im Lenbachhaus und Kunstbau, München
- 2001: Abitanti. Arte in relazione, Palazzo Fabroni, Pistoia
- 2000: Undici, Centro per l’Arte Contemporanea Palazzo Fichera, Catania
- 1997: Unna, Fortezzo da basso, Florenz